# Espai geogràfic
L'espai geogràfic és un concepte utilitzat per la ciència geogràfica per definir l'espai organitzat per la societat. Per a la seva explicació, interpretació i generalització cal una visió interdisciplinària. És l'espai en el qual es desenvolupen els grups humans en la seva interrelació amb el medi ambient, per tant és una construcció social, que s'estudia com a concepte geogràfic de paisatge en les seves diferents manifestacions. També s'empra el terme territori.
L'espai geogràfic té dues dimensions fonamentals, la locacional i l'ecològica. D'allà es defineixen dos grans sistemes que interaccionen entre si i que conformen l'espai geogràfic. Es tracta del sistema espacial d'una banda i del sistema ecològic-ambiental per l'altre.
Des d'un punt de vista històric, l'espai geogràfic és acumulatiu, en tant que posseeix les empremtes de les diferents societats que l'han organitzat en el procés històric. A moltes regions i en antigues ciutats se superposen els espais organitzats per les societats que es van succeir en els successius períodes històrics.
L'espai geogràfic requereix diferents escales per a la seva anàlisi, des del global, el sistema món, fins al local, l'espai de les identitats.
Tres visions de l'espai geogràfic són necessàries per interpretar-ho: la biòtica, l'abiòtica i l'antròpica.
La història ha produït les seves formes d'organització, és a dir la seva pròpia "lògica espacial", racional per a cada època.
Aquelles porcions de l'espai geogràfic que es troben sota un ordre administratiu porten el nom de territori, conformat per municipis, estats, províncies i nacions.
L'anàlisi de l'espai geogràfic pot desenvolupar-se des de diferents perspectives; des de la teoria de la localització; des de la temporal (geografia històrica); des de les tecnologies; des dels conjunts espacials; des de la configuració de les xarxes i els moviments, o a partir de la dualitat entre espais urbans i espais rurals.

## Corrents actuals
En l'actualitat, l'anàlisi de l'espai geogràfic presenta davant de la globalització de la societat una interessant dicotomia. D'una banda, l'espai mundial, caracteritzat per xarxes i fluixos globals (vegeu globalització), i, per un altre, l'espai dels llocs, espai de les regions, de les ciutats i de les identitats. Així, l'espai geogràfic s'observa entre el global i el local. L'espai ha de ser entès com una instància, un fet social, així com història i estructura; i, avui dia, com un espai total. En l'actualitat està prenent forma una nova organització de l'espai producte de la societat de la informació o del coneixement.